# Kasteel Scheldevelde

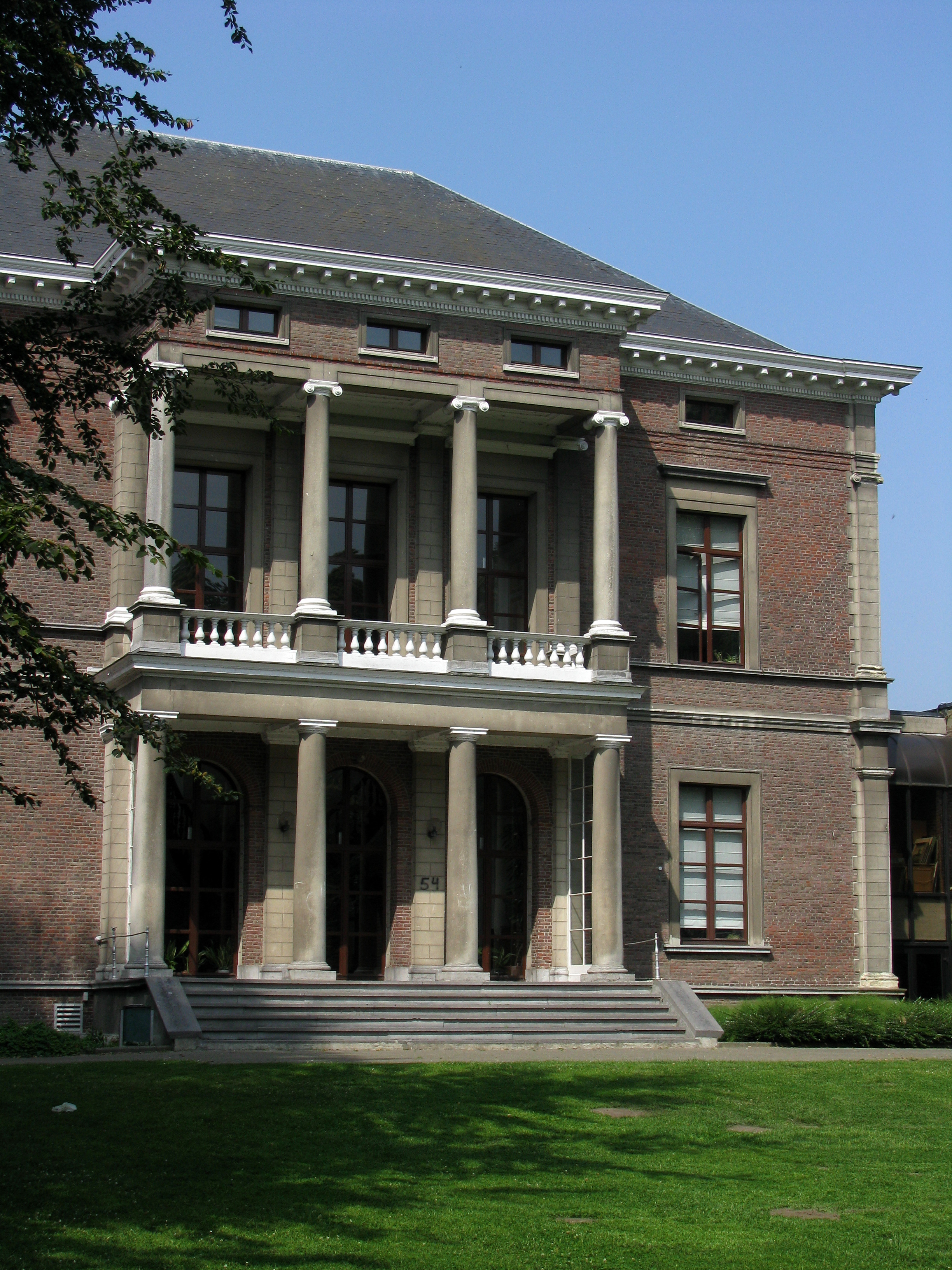
Kasteel Scheldevelde

Het kasteel Scheldevelde is een kasteel in de Oost-Vlaamse plaatsen De Pinte en Zevergem, gelegen aan de Kasteellaan 33-41.

## Geschiedenis
In de 13e eeuw werd het Scheldeveld genoemd als een grote oppervlakte woeste grond. In 1259 werd hier door de Sint-Pietersabdij een  ontginningshoeve gebouwd, die echter maar beperkt belang had. In de 2e helft van de 18e eeuw werd op de plaats van de boerderij een landhuis gebouwd, en dit werd een centrum voor ontginningen tot een landgoed. Van hier uit liepen straalsgewijs een zevental dreven, aangelegd omstreeks 1777.
Tijdens de Franse tijd werd het domein onteigend en openbaar verkocht, zodat het in bezit van particulieren kwam. Het kwam in bezit van de familie Speelman en daarna van de familie De Potter-Surmont. In 1846 werd in opdracht van deze familie het landhuis gesloopt en een kasteeltje gebouwd in neoclassicistische stijl, naar ontwerp van Louis Minard.
In 1858 kwam het kasteel bij testament aan het Bureau van Weldadigheid te Nazareth met de bedoeling er een godshuis in te richten voor bejaarden uit De Pinte. Het bejaardenhuis werd geleid door de Zusters van Liefde. Uiteindelijk kwam het aan het OCMW.

## Kasteel
Er is een gedeeltelijk omgracht kasteel met rechts daarvan een 18e-eeuws dienstgebouw en hoeve, en links een nieuw aangebouwde vleugel. In het aanliggende park zijn de zeven dreven nog aanwezig. Twee ervan vormen de noord-zuidverbinding.
Achter het kasteel zijn nog diverse koetshuizen en dienstgebouwen, de laatste gaan terug tot 1769.